# Vratsa
Pour les articles homonymes, voir Vratsa (homonymie).
Vratsa (bulgare: Враца, translittération internationale Vraca) est une ville du Nord-Ouest de la Bulgarie, au pied de la chaîne du Balkan. Elle est la capitale administrative de la province du même nom. À 116 km seulement de la capitale Sofia, à 370 m d'altitude, la ville de Vratsa est l'une des villes les plus pittoresques de la Bulgarie. Blottie au pied de la montagne de Vraca, la rivière Leva passe tranquillement par la ville et les rochers semblent suspendus aux toits des maisons.

## Population
| 1934   | 1946   | 1956   | 1965   | 1975   | 1985   | 1992   | 2001   | 2011   |
| ------ | ------ | ------ | ------ | ------ | ------ | ------ | ------ | ------ |
| 18 257 | 21 366 | 28 316 | 41 022 | 61 134 | 74 712 | 75 518 | 68 975 | 59 700 |

| 2021   | 2022   | - | - | - | - | - | - | - |
| ------ | ------ | - | - | - | - | - | - | - |
| 50 012 | 49 569 | - | - | - | - | - | - | - |

## Jumelages
La ville de Vratsa est jumelée avec :
- Soumy (Ukraine)
- Kobryn (Biélorussie)
- Bor (Serbie)
- Craiova (Roumanie)
- Villeneuve-le-Roi (France)
- Kičevo (Macédoine du Nord)
- Serpoukhov (Russie)

## Galerie

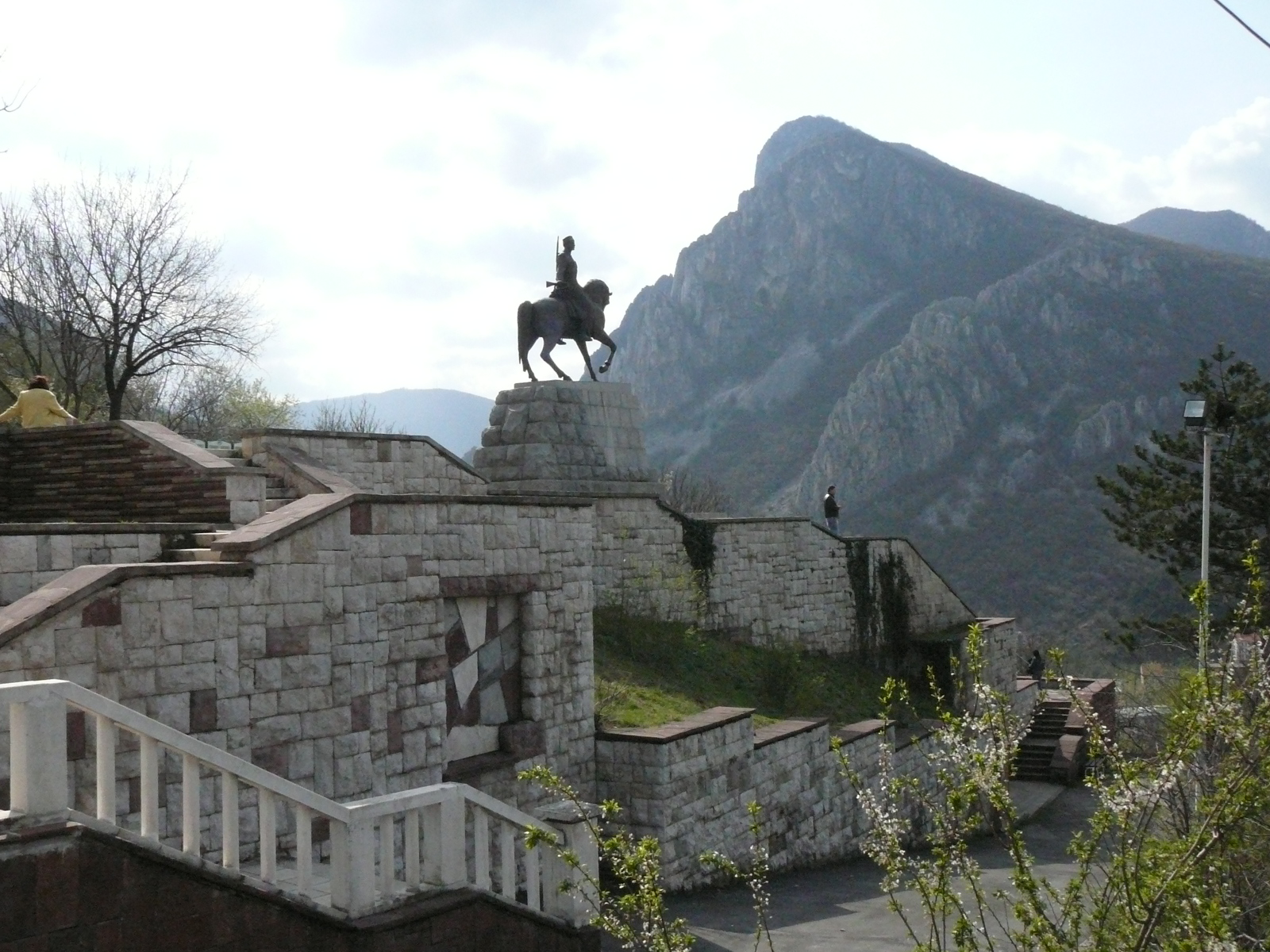
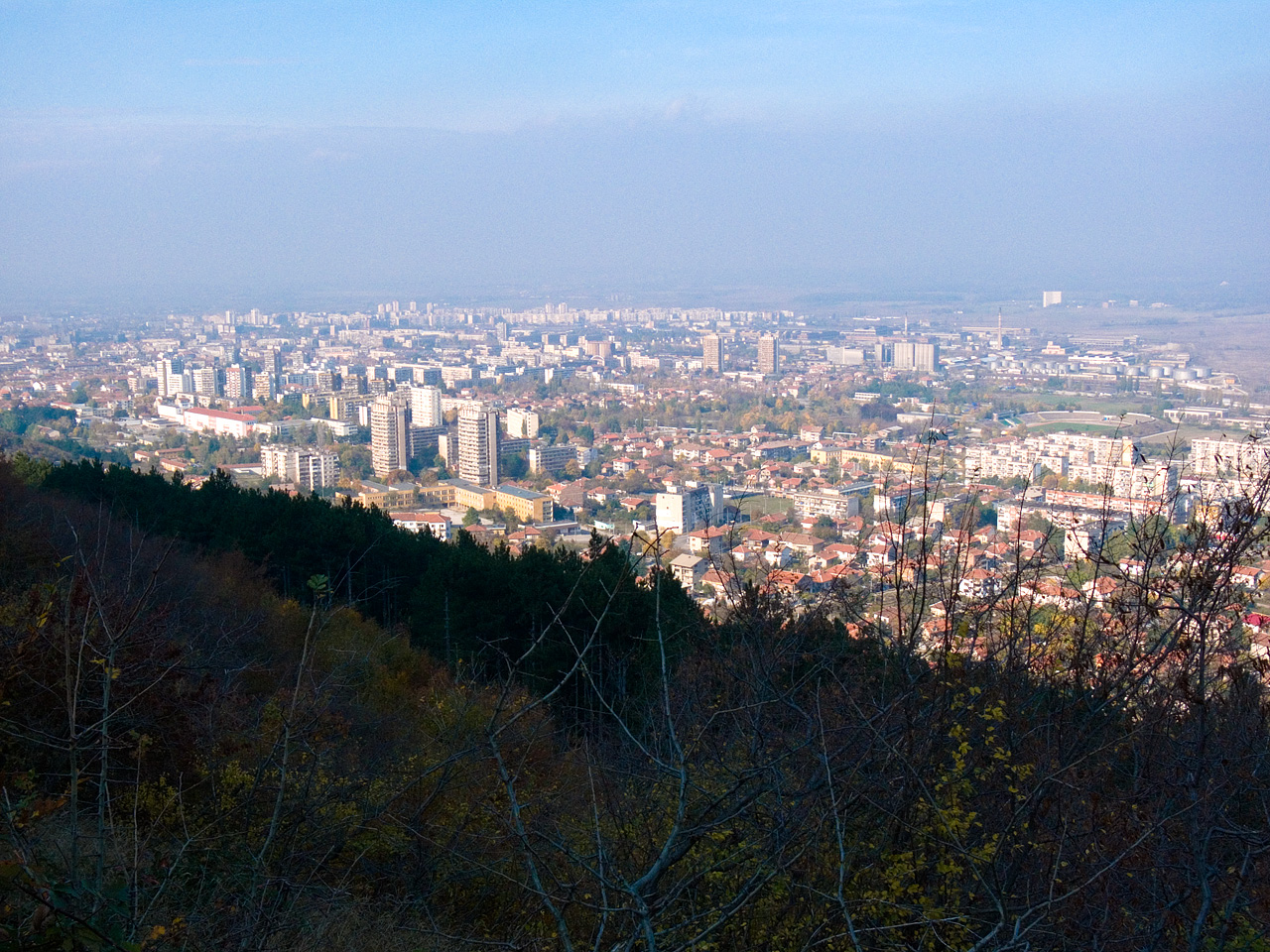
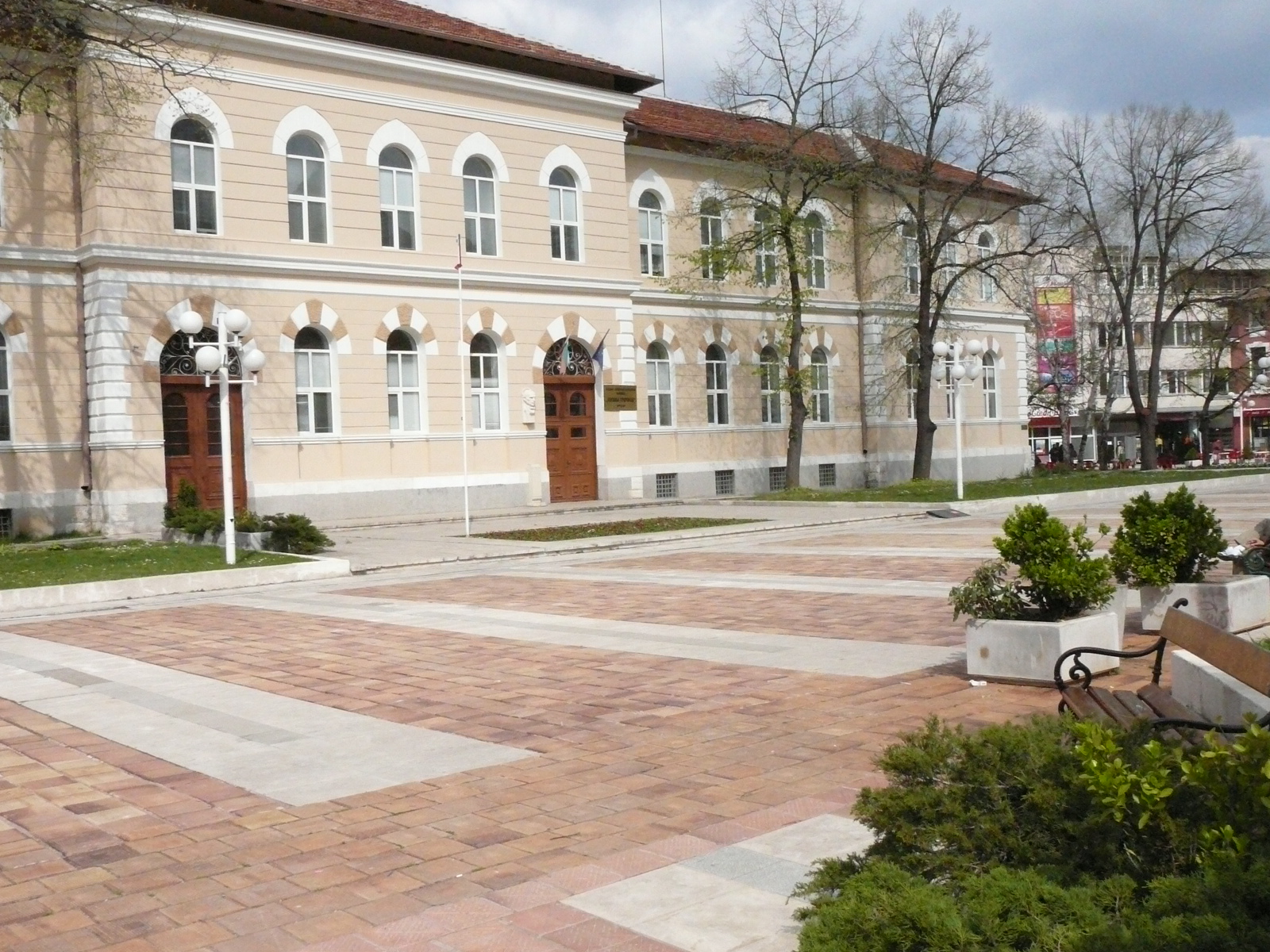
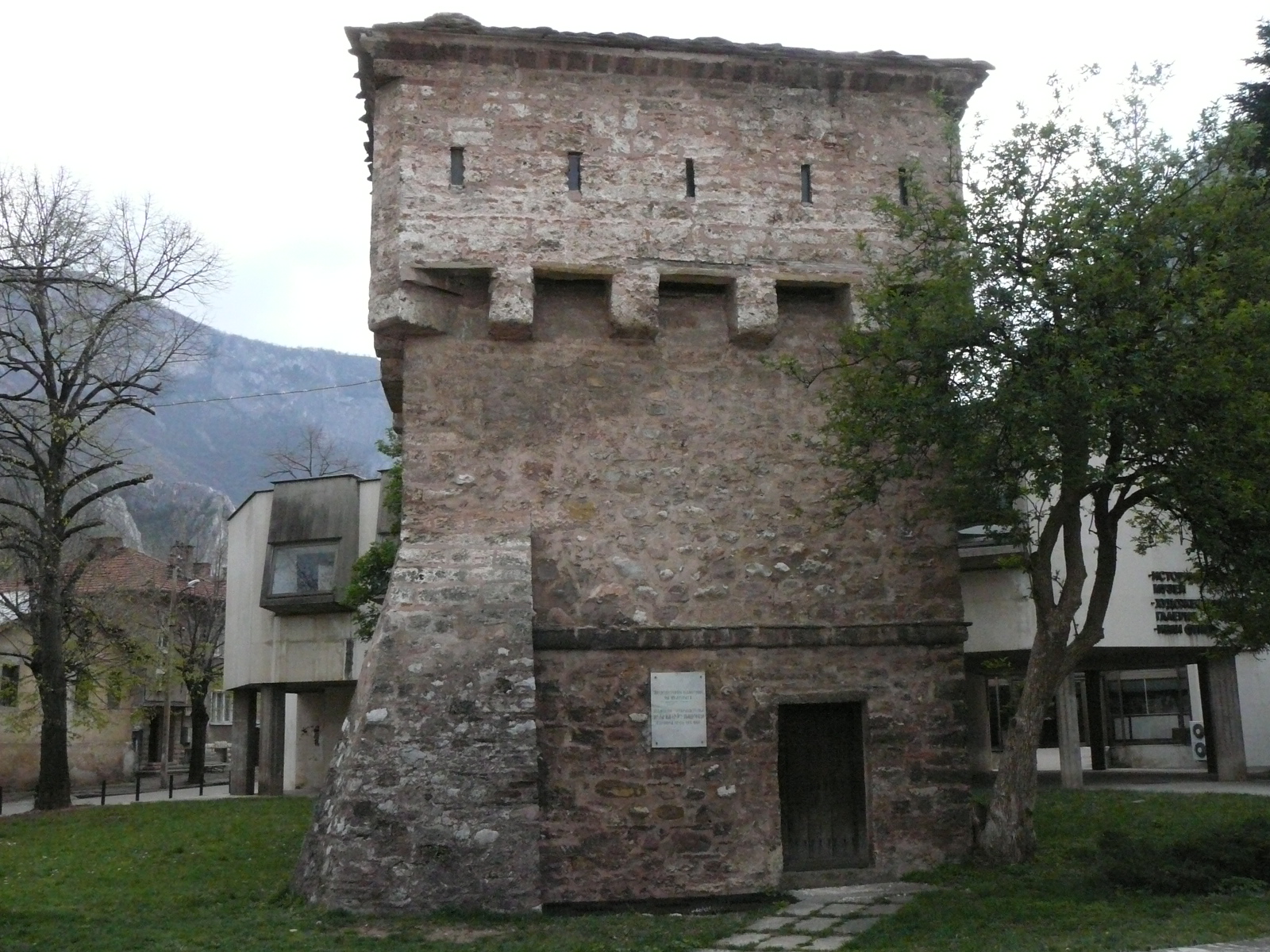
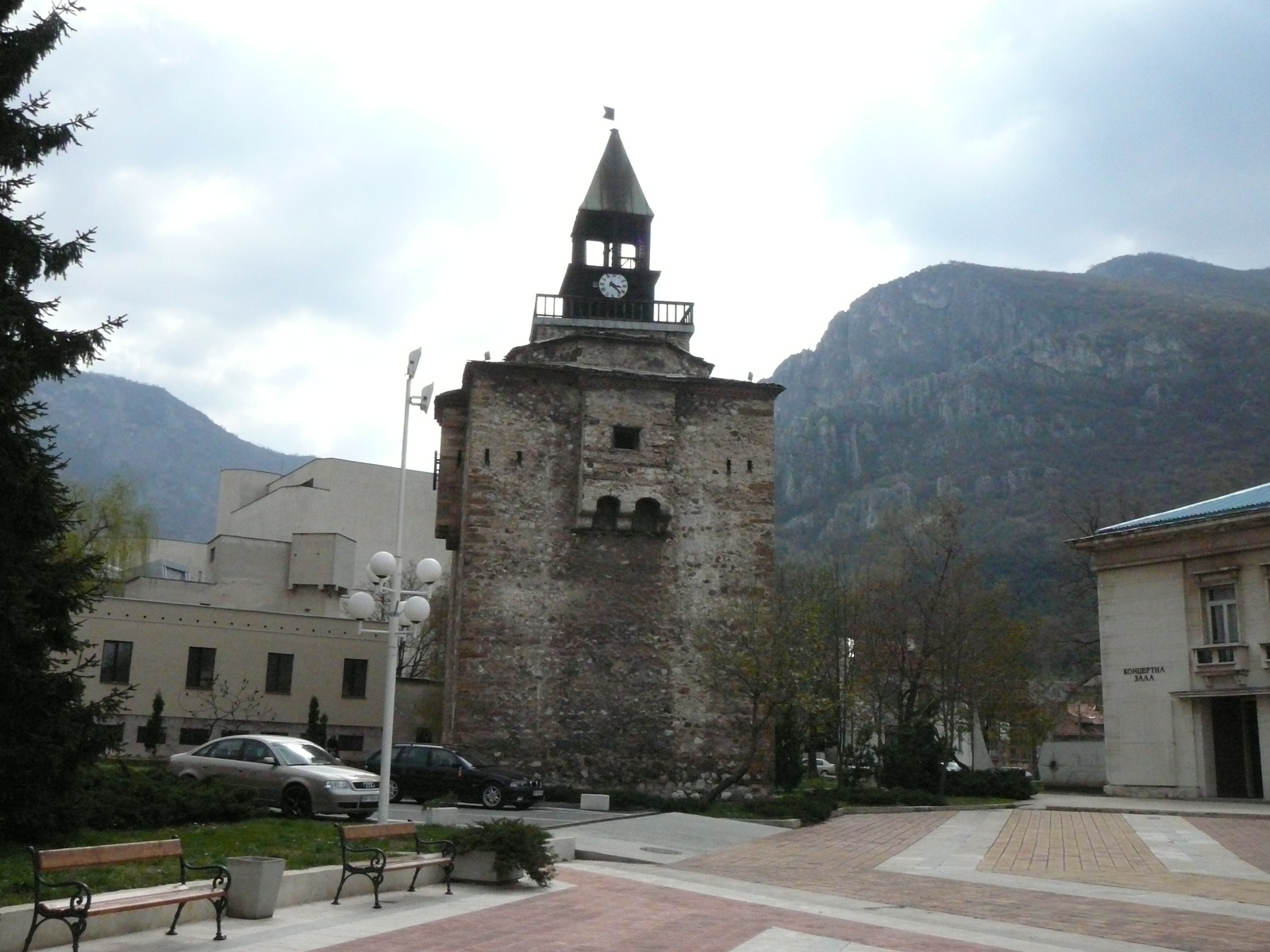
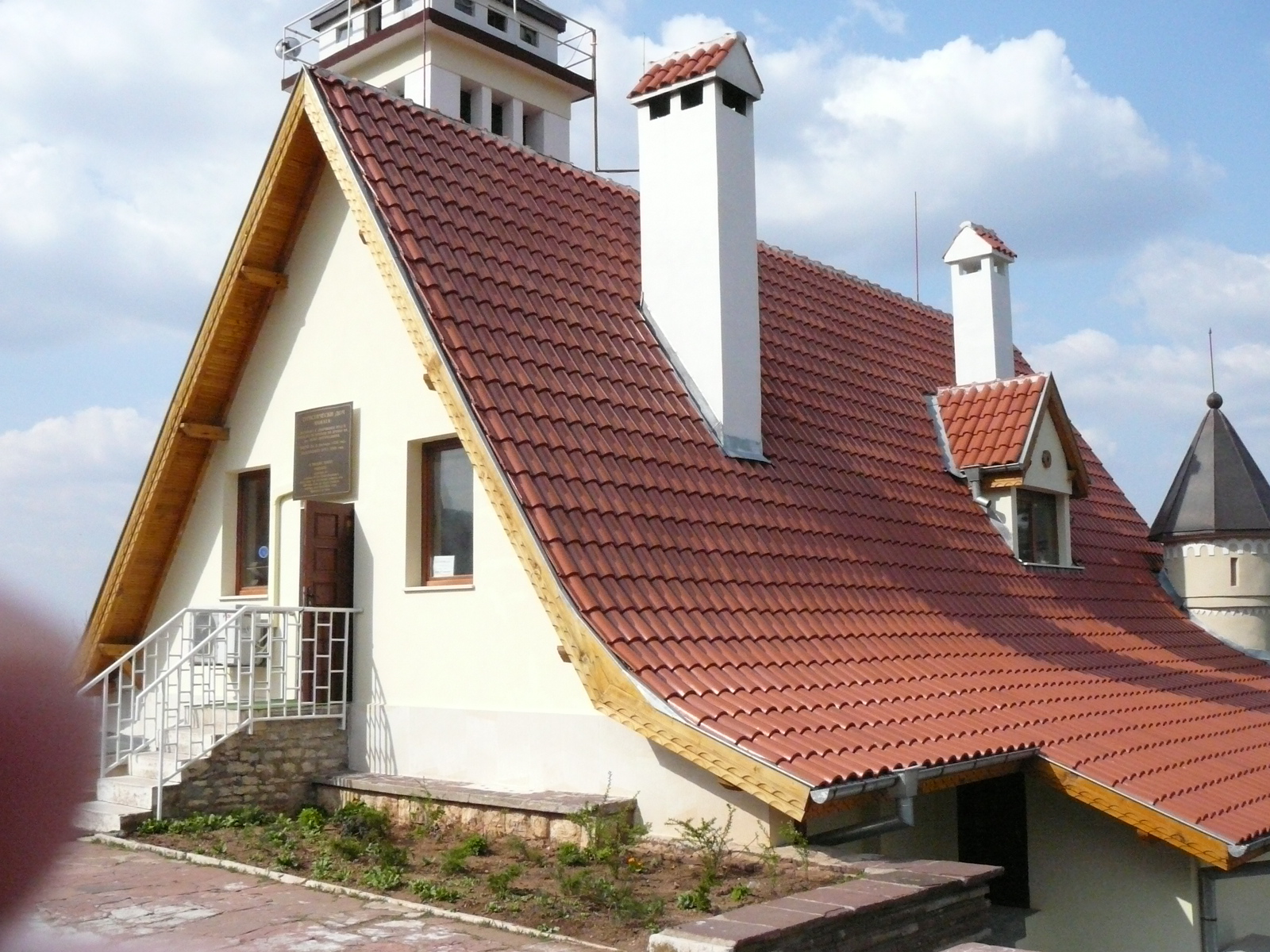
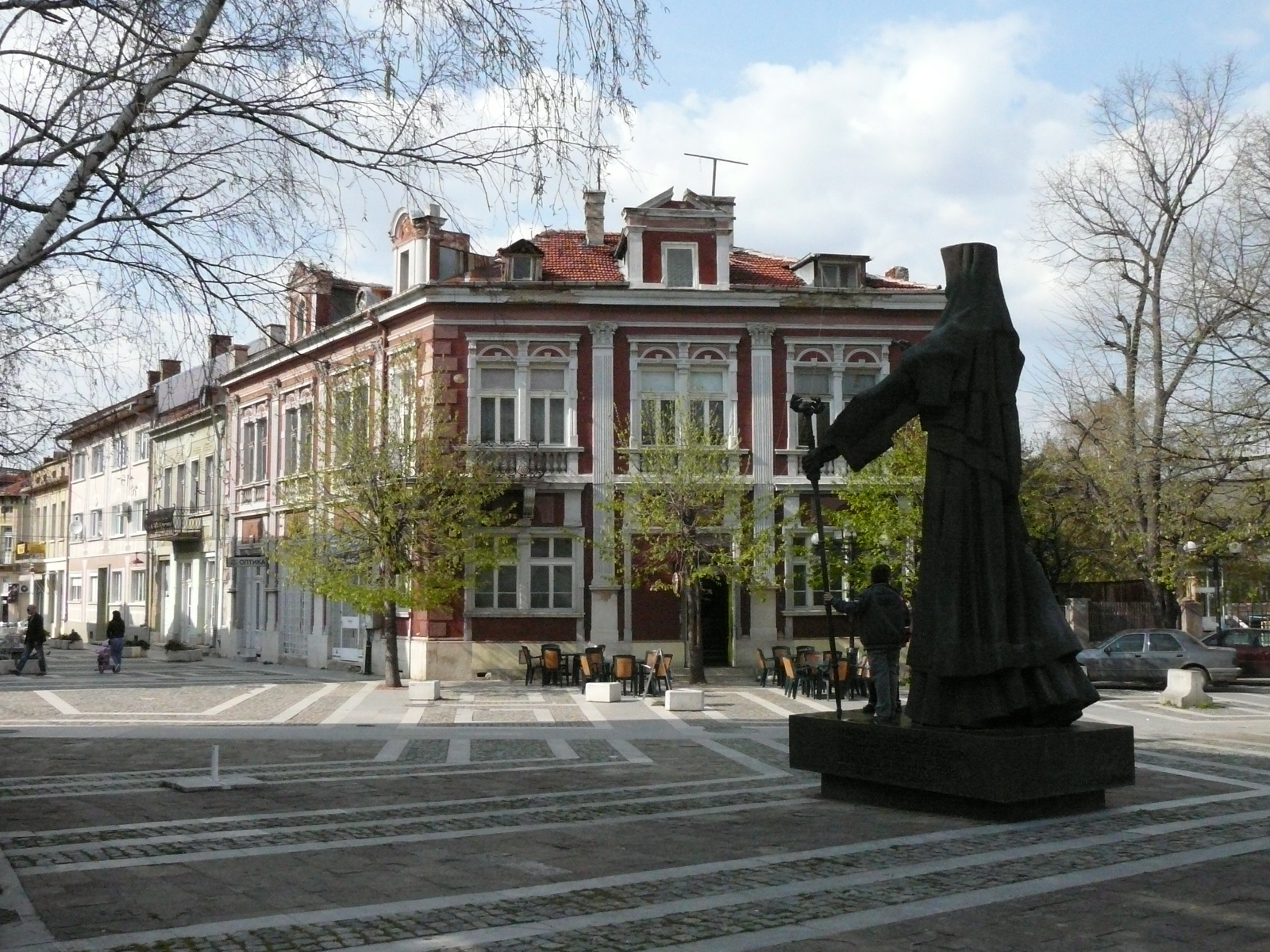
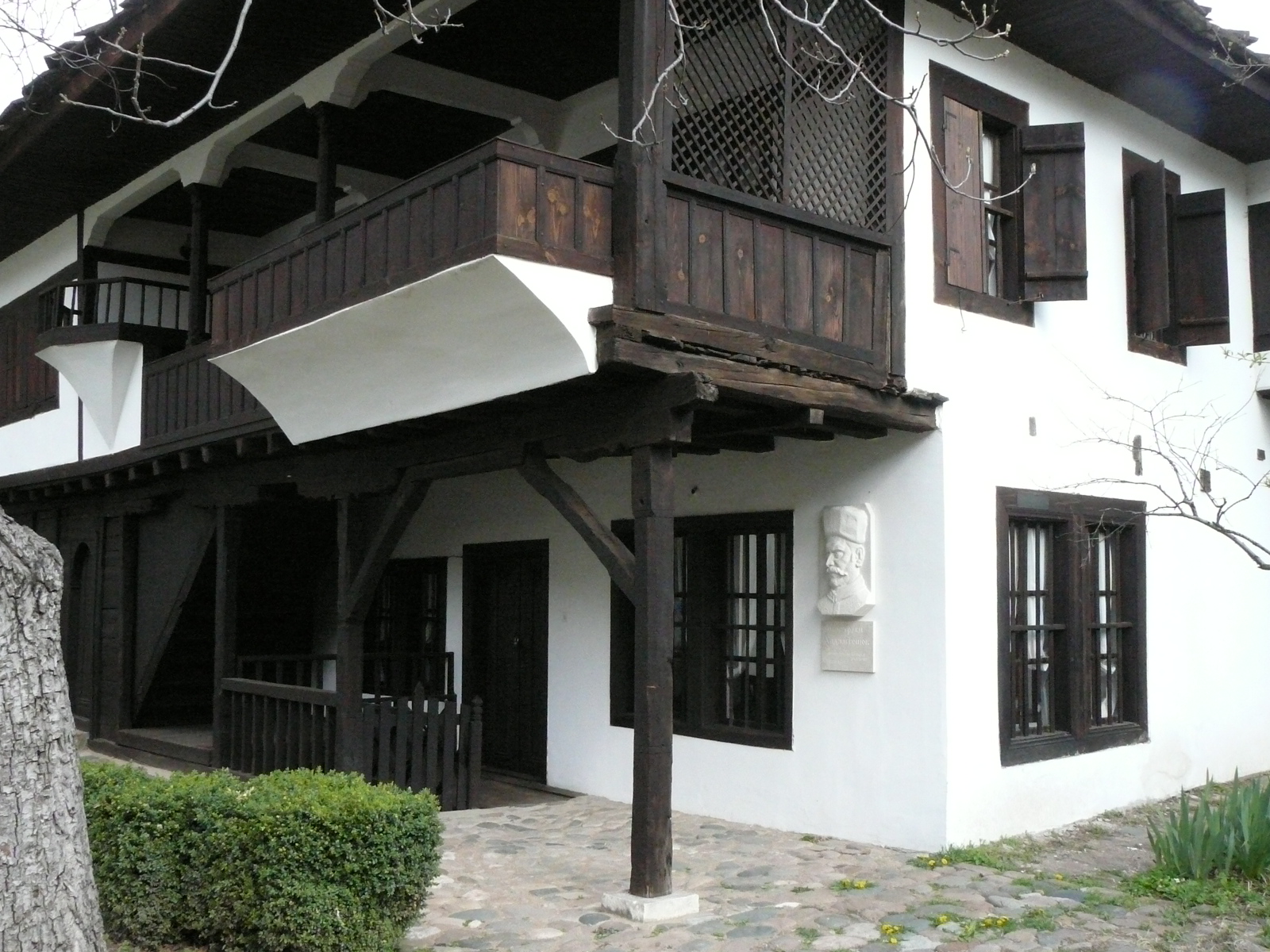
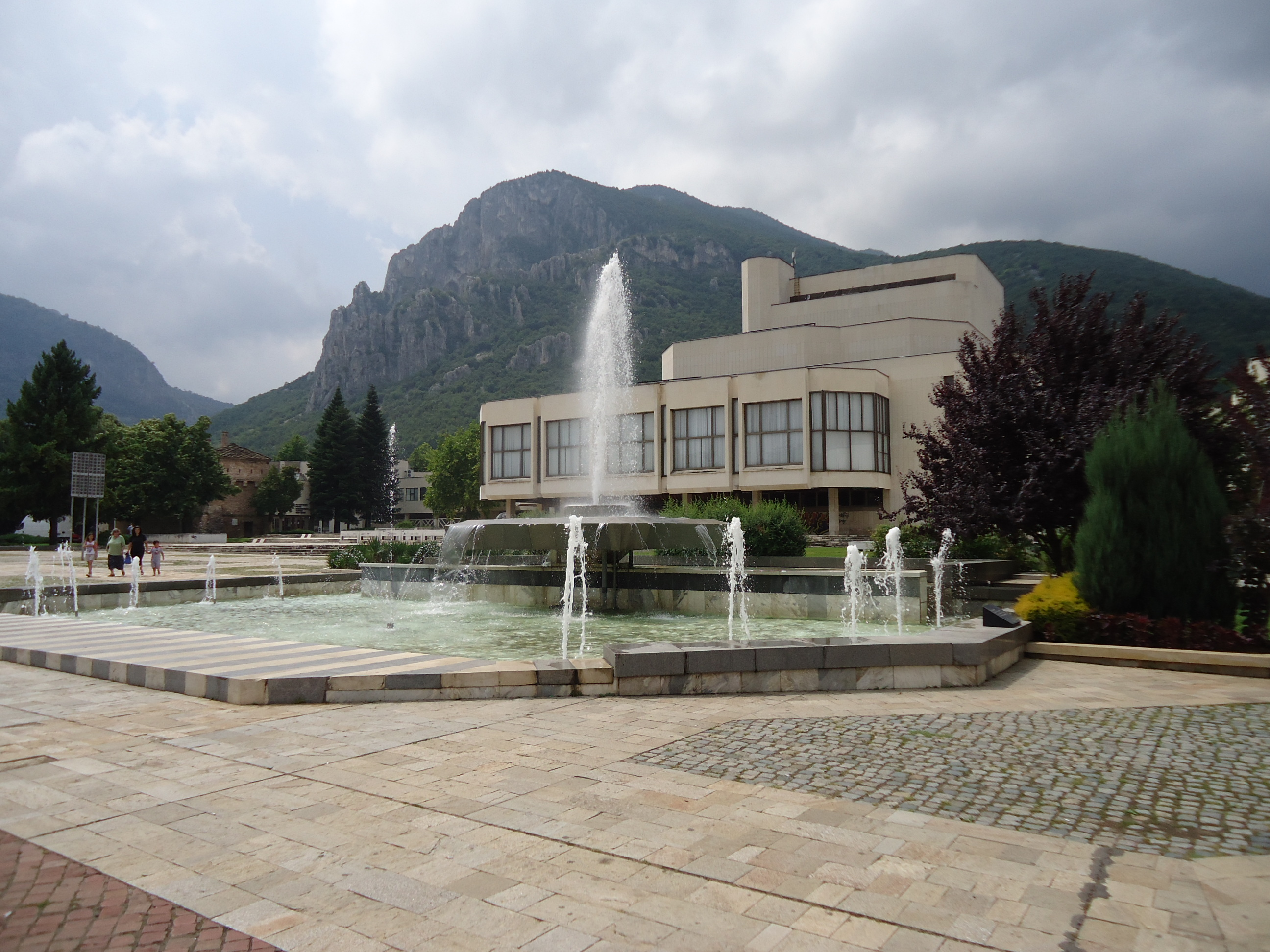
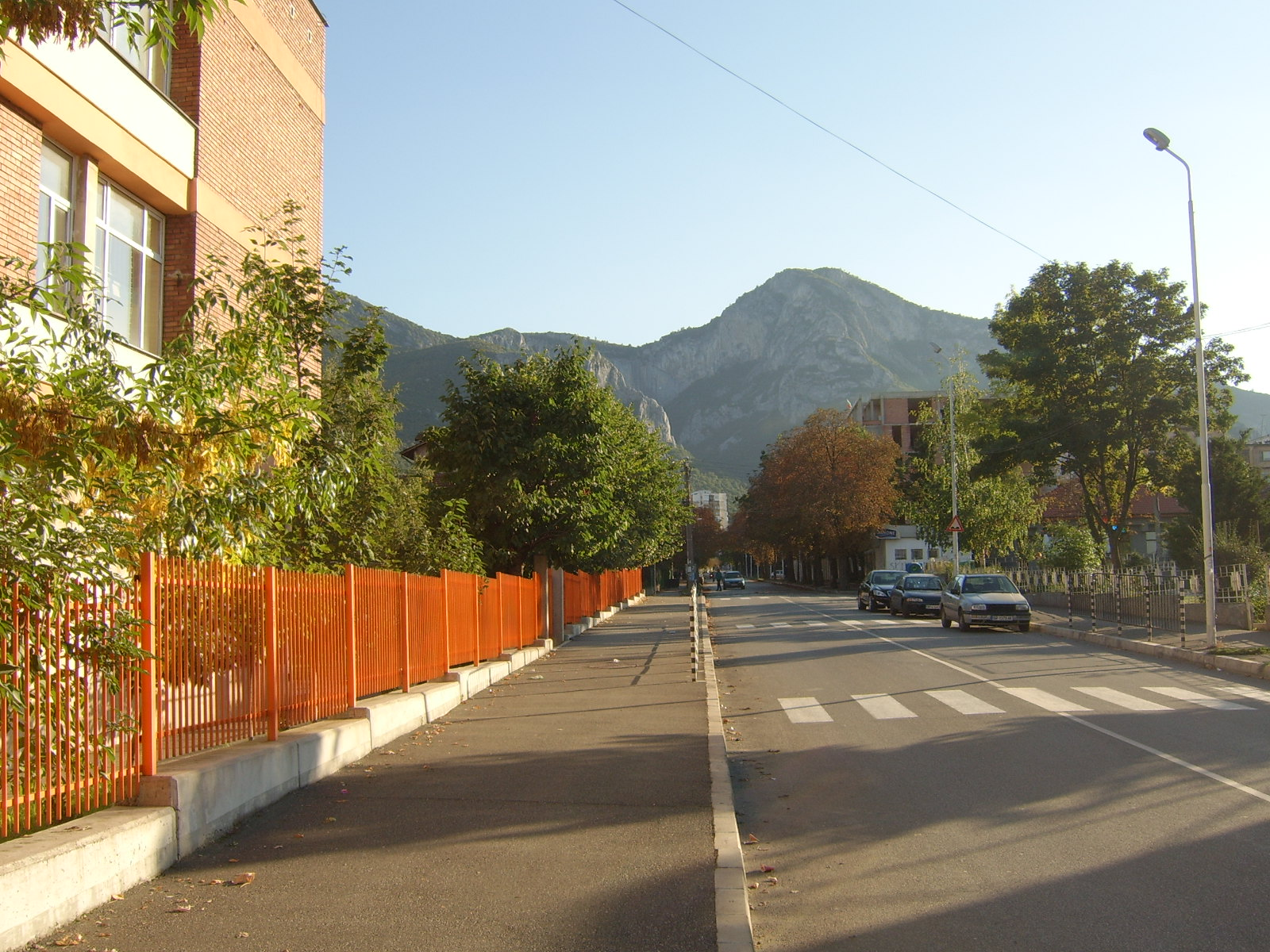
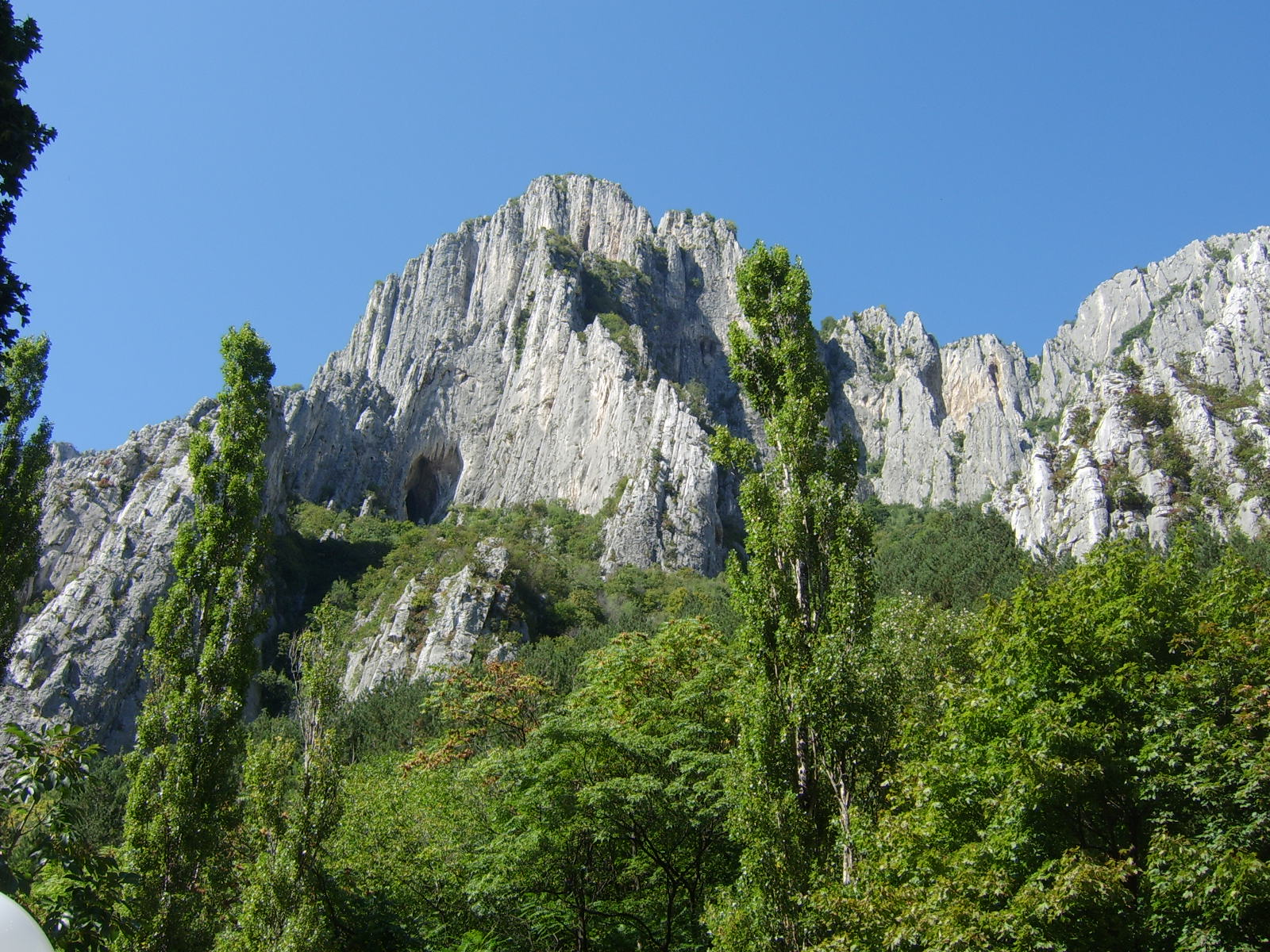

## Personnalités de la ville
- Anastas Jovanović (1817-1899), artiste, né à Vraca
- Martin Petrov (né en 1979) footballeur international bulgare
- Ivaylo Mladenov (né en 1973 à Vratsa), athlète bulgare, champion d'Europe du saut en longueur en 1994.